# Gloppet (i Korsholm, Malax och Vasa)
Gloppet är ett sund i Finland. Det ligger i landskapet Österbotten, i den västra delen av landet, 400 km nordväst om huvudstaden Helsingfors.
Gloppet avgränsas i nordöst av ön Replot, i öster av en lång rad öar från Norrgrynnan till Elisgrund och i söder av Trutören, Övre Rönnskäret och Nörrstenarna. I väster avgränsas den av ytterligare en rad öar från Norra Geren via Rönnskären till Gloppstenarna. I nordväst ansluter den till Norrskärgloppet vid Skötgrund.